# عبد المنعم بوطويل
عبد المنعم بوطويل هو لاعب كرة قدم مغربي من (مواليد 1 سبتمبر 1998) بمدينة بن سليمان، يشغل مركز المدافع بنادي ماميلودي صن داونز.

## الإنجازات
ماميلودي صن داونز
- دوري جنوب إفريقيا : 2023
- الدوري الإفريقي : 2023

### المنتخب
المغرب للمحليين
- بطولة أمم أفريقيا للمحليين : 2020[4]

فردية
- تشكيلة بطولة أمم أفريقيا للمحليين : 2020

## روابط خارجية
- عبد المنعم بوطويل على موقع قاعدة بيانات كرة القدم.إي يو (الإنجليزية)
- عبد المنعم بوطويل على موقع Soccerway.com (الإنجليزية)
- معلومات عبد المنعم بوطويل على موقع كووورة